# Dawny kościół św. Jana Chrzciciela w Ostaszewie
Kościół św. Jana Chrzciciela – kościół rzymskokatolicki, który znajdował się we wsi Ostaszewo, w powiecie nowodworskim, w województwie pomorskim. Zniszczony podczas II wojny światowej, od tego czasu pozostaje w ruinie.

## Historia
Świątynia została wzniesiona w I połowie XIV wieku. Była to konstrukcja zbudowana na rzucie prostokąta, orientowana, jednonawowa, posiadała wieżę od strony zachodniej. Do elewacji południowej była dobudowana kruchta. Elewacja wschodnia posiadała wspaniały blendowo-sterczynowy szczyt. Murowana podstawa wieży wzniesiona była na rzucie prostokąta. Górna jej część była zbudowana z drewna. Cała budowla była wzmocniona licznymi skarpami. Świątynia była remontowana i przebudowywana, między innymi w XIX i XX wieku. W 1945 roku kościół został spalony i nie został odbudowany. Ruiny posiadają zachowane w pełnej wysokości mury obwodowe i fragment wschodniego szczytu. Są zabezpieczone, ale nie są udostępnione wewnątrz do zwiedzania.
Po zakończeniu II wojny światowej wezwanie Jana Chrzciciela otrzymał przejęty przez katolików kościół ewangelicki w Ostaszewie.